# Estaut
L'Estaut est une rivière du sud de la France qui coule dans les départements de l'Ariège et de l'Aude. C'est un affluent de l'Hers-Vif, donc un sous-affluent de la Garonne par l'Ariège.

## Géographie
De 19,4 km de longueur, l'Estaut prend sa source dans le Ariège commune de Coussa sous le nom de ruisseau Fau puis prend le nom de ruisseau Rieutort et se jette dans l'Hers-Vif sur la commune de Belpech dans l'Aude.

### Départements et communes traversés
- Ariège : Verniolle, La Tour-du-Crieu, Coussa, Le Carlaret, Saint-Amadou, Montaut, La Bastide-de-Lordat, Gaudies, Trémoulet, Mazères
- Aude : Belpech.

## Principaux affluents
- Ruisseau de Las Garros : 3,6 km
- Ruisseau du Lébat : 1,6 km